# Campeonato de Naciones de la Concacaf de 1963
El Campeonato de Naciones de 1963 fue el primer torneo de fútbol creado por la Concacaf. Fue organizado por El Salvador, en las ciudades de San Salvador y Santa Ana.
El torneo se celebró entre el 23 de marzo y el 7 de abril, donde participaron un total de nueve selecciones nacionales y se jugó en dos fases, un grupo de cinco y uno de cuatro; los dos mejores equipos de cada grupo avanzaron a un grupo final, jugando en un sistema de todos contra todos para determinar al campeón. El torneo lo ganó Costa Rica, que derrotó al anfitrión El Salvador 1-4 en el partido decisivo del grupo final.
El 21 de septiembre de 1961, la CCCF, confederación de Centroamérica y del Caribe, se fusionó con la NAFC, confederación de Norteamérica, dando así la nueva confederación llamada Concacaf. La Concacaf creó su primer evento de selecciones que fue el Torneo Juvenil de la Concacaf 1962, al año siguiente hizo el Campeonato de Naciones de la Concacaf, evento de selecciones absolutas, siendo esta la primera edición y que adaptó el formato del Campeonato Centroamericano y del Caribe 1961.

## Sedes
| San Salvador        | Santa Ana San Salvador | Santa Ana         |
| Estadio Flor Blanca | Santa Ana San Salvador | Estadio Santaneco |
| Capacidad: 35 000   | Santa Ana San Salvador | Capacidad: 17 500 |
|                     | Santa Ana San Salvador |                   |

## Árbitros
- Fernando Buergo
- Jorge Montes de Oca
- José Isabel Morán
- José Urtecho
- Juan José Corado
- Juan Soto París
- Marco Tulio Cárcamo
- Ricardo Méndez
- Saúl de la Rosa.

## Equipos participantes
| Equipos participantes | Equipos participantes | Equipos participantes | Equipos participantes | Equipos participantes |
| --------------------- | --------------------- | --------------------- | --------------------- | --------------------- |
| Antillas Neerlandesas | Costa Rica            | El Salvador           | Guatemala             | Honduras              |
| Jamaica               | México                | Nicaragua             | Panamá                |                       |

## Primera fase

### Grupo A
Jugado en San Salvador.
| Equipo      | Pts. | PJ | PG | PE | PP | GF | GC | Dif |
| ----------- | ---- | -- | -- | -- | -- | -- | -- | --- |
| Honduras    | 7    | 4  | 3  | 1  | 0  | 6  | 3  | 3   |
| El Salvador | 5    | 4  | 1  | 3  | 0  | 10 | 5  | 5   |
| Panamá      | 4    | 4  | 1  | 2  | 1  | 8  | 4  | 4   |
| Guatemala   | 4    | 4  | 1  | 2  | 1  | 7  | 6  | 1   |
| Nicaragua   | 0    | 4  | 0  | 0  | 4  | 2  | 15 | -13 |

| 23 de marzo de 1963 | El Salvador                                               | 6:1 (2:0) | Nicaragua    | Estadio Flor Blanca, San Salvador |                             |
| | Hernández 4' · Monge 21', 63' · Ruiz 75', 87' · Ruano 81' |           | Mendieta 89' | Árbitro(s): Juan Soto París       | Árbitro(s): Juan Soto París |
| Se produjo el primer penal atajado en la historia del Campeonato de Naciones, el arquero nicaragüense Róger Páez impidió el tanto del salvadoreño Maximiliano Cubas. |                                                           |           |              |                                   |                             |

| 23 de marzo de 1963 | Panamá                          | 2:2 (0:0) | Guatemala                | Estadio Flor Blanca, San Salvador |                             |
| | Vega 73' (pen.) · Díaz Gáez 82' |           | Roldán 48' · De León 59' | Árbitro(s): Fernando Buergo       | Árbitro(s): Fernando Buergo |
| Se produjo la primera expulsión en la historia del Campeonato de Naciones, se expulsaron al panameño Everardo Vega y Ricardo Clark. |                                 |           |                          |                                   |                             |

| 25 de marzo de 1963 | Nicaragua | 0:1 (0:1) | Honduras      | Estadio Flor Blanca, San Salvador |                            |
|                     |           |           | Rodríguez 31' | Árbitro(s): Ricardo Méndez        | Árbitro(s): Ricardo Méndez |

| 25 de marzo de 1963 | El Salvador   | 1:1 (0:0) | Panamá             | Estadio Flor Blanca, San Salvador |                             |
|                     | Hernández 87' |           | Velasco 82' (a.g.) | Árbitro(s): Saúl de la Rosa       | Árbitro(s): Saúl de la Rosa |

| 27 de marzo de 1963 | Guatemala                                   | 3:1 (1:1) | Nicaragua | Estadio Flor Blanca, San Salvador |                             |
|                     | De León 14' (pen.) · Ewing 71' · Juárez 85' |           | Silva 39' | Árbitro(s): Fernando Buergo       | Árbitro(s): Fernando Buergo |

| 27 de marzo de 1963 | Honduras               | 2:2 (2:1) | El Salvador                 | Estadio Flor Blanca, San Salvador |                             |
|                     | Guerra 16' · Suazo 27' |           | Reynosa 30' · Hernández 65' | Árbitro(s): Saúl de la Rosa       | Árbitro(s): Saúl de la Rosa |

| 29 de marzo de 1963 | Panamá                                                       | 5:0 (3:0) | Nicaragua | Estadio Flor Blanca, San Salvador |                             |
|                     | Góyez 11' · Valderrama 41' · Santamaría 45', 58' · Ponce 71' |           |           | Árbitro(s): Saúl de la Rosa       | Árbitro(s): Saúl de la Rosa |

| 29 de marzo de 1963 | Honduras                  | 2:1 (2:1) | Guatemala          | Estadio Flor Blanca, San Salvador |                             |
|                     | Barahona 28' · Guerra 42' |           | López Contreras 9' | Árbitro(s): Juan Soto París       | Árbitro(s): Juan Soto París |

| 31 de marzo de 1963 | Honduras    | 1:0 (0:0) | Panamá | Estadio Flor Blanca, San Salvador |                               |
|                     | Edwards 46' |           |        | Árbitro(s): Carlos Luis Monge     | Árbitro(s): Carlos Luis Monge |

| 31 de marzo de 1963 | El Salvador   | 1:1 (1:1) | Guatemala | Estadio Flor Blanca, San Salvador |                             |
|                     | Hernández 24' |           | Peña 28'  | Árbitro(s): Fernando Buergo       | Árbitro(s): Fernando Buergo |

### Grupo B
Jugado en Santa Ana.
| Equipo                | Pts. | PJ | PG | PE | PP | GF | GC | Dif |
| --------------------- | ---- | -- | -- | -- | -- | -- | -- | --- |
| Costa Rica            | 5    | 3  | 2  | 1  | 0  | 7  | 0  | 7   |
| Antillas Neerlandesas | 4    | 3  | 2  | 0  | 1  | 4  | 3  | 1   |
| México                | 3    | 3  | 1  | 1  | 1  | 9  | 2  | 7   |
| Jamaica               | 0    | 3  | 0  | 0  | 3  | 1  | 16 | -15 |

| 24 de marzo de 1963 | Costa Rica                                                   | 6:0 (3:0) | Jamaica | Estadio Santaneco, Santa Ana    |                                 |
|                     | Marín 29', 35' · Gámez 37', 77' · González 73' · Vázquez 83' |           |         | Árbitro(s): Jorge Montes de Oca | Árbitro(s): Jorge Montes de Oca |

| 24 de marzo de 1963                                               | Antillas Neerlandesas               | 2:1 (1:1) | México    | Estadio Santaneco, Santa Ana  |                               |
|                                                                   | de Lannoy 12' · Del Muro 80' (a.g.) |           | Ortiz 24' | Árbitro(s): José Isabel Morán | Árbitro(s): José Isabel Morán |
| Primer autogol anotado en la historia del Campeonato de Naciones. |                                     |           |           |                               |                               |

| 28 de marzo de 1963 | México                                                                                     | 8:0 (4:0) | Jamaica | Estadio Santaneco, Santa Ana |                          |
|                     | Pereda 4' · Garrido 17' · Ortiz 27', 35' (pen.) · Cuenca 49' · Díaz 77', 88' · Morales 80' |           |         | Árbitro(s): José Urtecho     | Árbitro(s): José Urtecho |

| 28 de marzo de 1963 | Costa Rica         | 1:0 (1:0) | Antillas Neerlandesas | Estadio Santaneco, Santa Ana |                             |
|                     | Cordero 38' (pen.) |           |                       | Árbitro(s): Saúl de la Rosa  | Árbitro(s): Saúl de la Rosa |

| 30 de marzo de 1963 | Jamaica     | 1:2 (1:1) | Antillas Neerlandesas         | Estadio Santaneco, Santa Ana    |                                 |
|                     | Dunkley 24' |           | Briesen 8' · Daniel Pablo 73' | Árbitro(s): Marco Tulio Cárcamo | Árbitro(s): Marco Tulio Cárcamo |

| 30 de marzo de 1963 | Costa Rica | 0:0 | México | Estadio Santaneco, Santa Ana |  |
|                     |            |     |        | Árbitro(s): Saúl de la Rosa  |  |

## Fase final
Jugado en San Salvador.
| Equipo                | Pts. | PJ | PG | PE | PP | GF | GC | Dif |
| --------------------- | ---- | -- | -- | -- | -- | -- | -- | --- |
| Costa Rica            | 6    | 3  | 3  | 0  | 0  | 7  | 2  | 5   |
| El Salvador           | 4    | 3  | 2  | 0  | 1  | 7  | 6  | 1   |
| Antillas Neerlandesas | 2    | 3  | 1  | 0  | 2  | 6  | 5  | 1   |
| Honduras              | 0    | 3  | 0  | 0  | 3  | 2  | 9  | -7  |

| 3 de abril de 1963 | Honduras  | 1:4 (1:2) | Antillas Neerlandesas                                  | Estadio Flor Blanca, San Salvador                               |                                                                 |
|                    | Suazo 32' |           | Testing 2' · de Lannoy 26' · Sillé 64' · Brandborg 89' | Asistencia: 35 000 espectadores Árbitro(s): Jorge Montes de Oca | Asistencia: 35 000 espectadores Árbitro(s): Jorge Montes de Oca |

| 3 de abril de 1963 | El Salvador | 1:4 (0:2) | Costa Rica                           | Estadio Flor Blanca, San Salvador                           |                                                             |
|                    | Chacón 49'  |           | González 17', 22', 72' · Pearson 76' | Asistencia: 35 000 espectadores Árbitro(s): Saúl de la Rosa | Asistencia: 35 000 espectadores Árbitro(s): Saúl de la Rosa |

| 5 de abril de 1963 | Antillas Neerlandesas | 0:1 (0:0) | Costa Rica  | Estadio Flor Blanca, San Salvador                               |                                                                 |
|                    |                       |           | Pearson 54' | Asistencia: 35 000 espectadores Árbitro(s): Jorge Montes de Oca | Asistencia: 35 000 espectadores Árbitro(s): Jorge Montes de Oca |

| 5 de abril de 1963 | El Salvador                    | 3:0 (3:0) | Honduras | Estadio Flor Blanca, San Salvador                           |                                                             |
|                    | Monge 10' · Hernández 13', 34' |           |          | Asistencia: 35 000 espectadores Árbitro(s): Saúl de la Rosa | Asistencia: 35 000 espectadores Árbitro(s): Saúl de la Rosa |

| 7 de abril de 1963 | Costa Rica                | 2:1 (0:0) | Honduras | Estadio Flor Blanca, San Salvador                               |                                                                 |
|                    | Córdoba 52' · Jiménez 59' |           | Cruz 49' | Asistencia: 35 000 espectadores Árbitro(s): Jorge Montes de Oca | Asistencia: 35 000 espectadores Árbitro(s): Jorge Montes de Oca |

| 7 de abril de 1963 | El Salvador                       | 3:2 (1:1) | Antillas Neerlandesas           | Estadio Flor Blanca, San Salvador                            |                                                              |
|                    | Hernández 14', 80' · González 60' |           | Daniel Pablo 7' · de Lannoy 78' | Asistencia: 35 000 espectadores Árbitro(s): Juan José Corado | Asistencia: 35 000 espectadores Árbitro(s): Juan José Corado |

|                                |
| Bandera de Costa Rica          |
| Campeón Costa Rica 1.er título |

## Estadísticas

### Clasificación general
| Pos. | Selección             | Pts. | PJ | PG | PE | PP | GF | GC | Dif | Rend. |
| ---- | --------------------- | ---- | -- | -- | -- | -- | -- | -- | --- | ----- |
| 1    | Costa Rica            | 11   | 6  | 5  | 1  | 0  | 14 | 2  | 12  | 91.7% |
| 2    | El Salvador           | 9    | 7  | 3  | 3  | 1  | 17 | 11 | 8   | 64.3% |
| 3    | Antillas Neerlandesas | 6    | 6  | 3  | 0  | 3  | 10 | 8  | 2   | 50%   |
| 4    | Honduras              | 7    | 7  | 3  | 1  | 3  | 8  | 12 | -4  | 50%   |
| 5    | Panamá                | 4    | 4  | 1  | 2  | 1  | 8  | 4  | 4   | 50%   |
| 6    | Guatemala             | 4    | 4  | 1  | 2  | 1  | 7  | 6  | 1   | 50%   |
| 7    | México                | 3    | 3  | 1  | 1  | 1  | 9  | 2  | 7   | 50%   |
| 8    | Nicaragua             | 0    | 3  | 0  | 0  | 3  | 2  | 15 | -13 | 0%    |
| 9    | Jamaica               | 0    | 3  | 0  | 0  | 3  | 1  | 16 | -15 | 0%    |

### Goleadores
| Jugador           | Selección             | Goles |
| ----------------- | --------------------- | ----- |
| Eduardo Hernández | El Salvador           | 8     |
| Juan González     | Costa Rica            | 4     |
| Guillermo Ortiz   | México                | 3     |
| Mario Monge       | El Salvador           | 3     |
| Hubert de Lannoy  | Antillas Neerlandesas | 3     |
| Rodolfo Ruiz      | El Salvador           | 2     |
| Eduardo de León   | Guatemala             | 2     |
| Edgar Marín       | Costa Rica            | 2     |
| Isidoro Díaz      | México                | 2     |
| Juan José Gámez   | Costa Rica            | 2     |
| Walter Pearson    | Costa Rica            | 2     |
| Carlos Suazo      | Honduras              | 2     |
| Juan Santamaría   | Panamá                | 2     |
| Félix Guerra      | Honduras              | 2     |
| Daniel Pablo      | Antillas Neerlandesas | 2     |

## Equipo ideal
| Portero          | Defensores                                                    | Mediocampistas                            | Delanteros                                      |
| ---------------- | ------------------------------------------------------------- | ----------------------------------------- | ----------------------------------------------- |
| Asdrúbal Meneses | Benjamín Velasco Mario Cordero Juan Max. Pablo Federico Budde | Mario Monge César Reynosa Ruben Brandborg | Juan González Eduardo Hernández Guillermo Ortiz |